# 鐘ヶ淵駅
鐘ヶ淵駅（かねがふちえき）は、東京都墨田区墨田五丁目にある東武鉄道伊勢崎線の駅である。墨田区最北端の駅。「東武スカイツリーライン」の愛称区間に含まれている。駅番号はTS 06。

## 年表
- 1902年（明治35年）4月1日：吾妻橋駅（現・とうきょうスカイツリー駅） - 北千住駅間開業と同時に開設[1]。
- 2003年（平成15年）：構内配線を改良。
- 2012年（平成24年）
  - 3月17日：TS 06の駅ナンバリングを導入[2]。
  - 9月27日：発車メロディ導入。

## 駅構造
相対式ホーム2面4線を有する待避可能な地上駅。中央2線は通過線で、東武本線系統では数少ない新幹線型の配線である。
改札は上下線別となっており、改札内に上下ホーム間連絡通路はない。ホーム有効長は10両編成に対応するが、東京メトロ半蔵門線・東急田園都市線直通列車は全て当駅を通過する。ホームが大きくカーブしているため、列車とホーム間が大きく空いている部分がある。
上述の通りホーム間には中線が敷設されているが、半蔵門線・東急田園都市線との直通運転開始に際して、通過列車用主本線と停車用副本線を有する、新幹線の中間駅で多く見られる構内配線に改良された（後述）。当駅を通過する列車は追抜きの有無に関わらず通過線を経由する。但し、駅構内の曲線半径は小さく、通過線側が分岐器分岐側を使用する箇所があるため、通過線を経由する列車であっても速度上限45 km/hの制限を受ける。また、構内通過時には車内の揺れが大きいことを配慮し、主に半蔵門線・東急田園都市線直通電車では当駅付近を通過する際、立席客に対して手すり・つり革などにつかまるよう注意を喚起するアナウンスが成される場合がある。
下りホーム側に保線基地がある。
トイレは、下り線側改札付近と上り線ホーム中央にあり、いずれも改札内に設置されている。下り線側には、ユニバーサルデザインの一環として車椅子やオストメイト利用に対応した多機能トイレも併設されている。

### 以前の配線
ホームに面した上下主本線とその間に中線2本と言う構内配線で、中線は貨物列車・回送列車の待避・夜間滞泊や亀戸線運用車両入線待機、臨時列車の通過追抜き、西新井工場からの試運転列車の折返しなどに使用されていた。この中線でも通過待避は可能であったが、南側にはダブル・スリップ・スイッチが、北側には上り方から下り方への片渡り線が設置され、上下線が同時に通過線を走ることが出来なかった。
これで半蔵門線・東急田園都市線直通運転を開始すると運転上の制約が大きくなるため、前述のダブル・スリップ撤去などを行い、新幹線中間駅で多く見られる構内配線に改良された。立地条件の制約から通過線は曲線が設定され、下りは分岐器新設のためホームと改札口の距離が増加した。

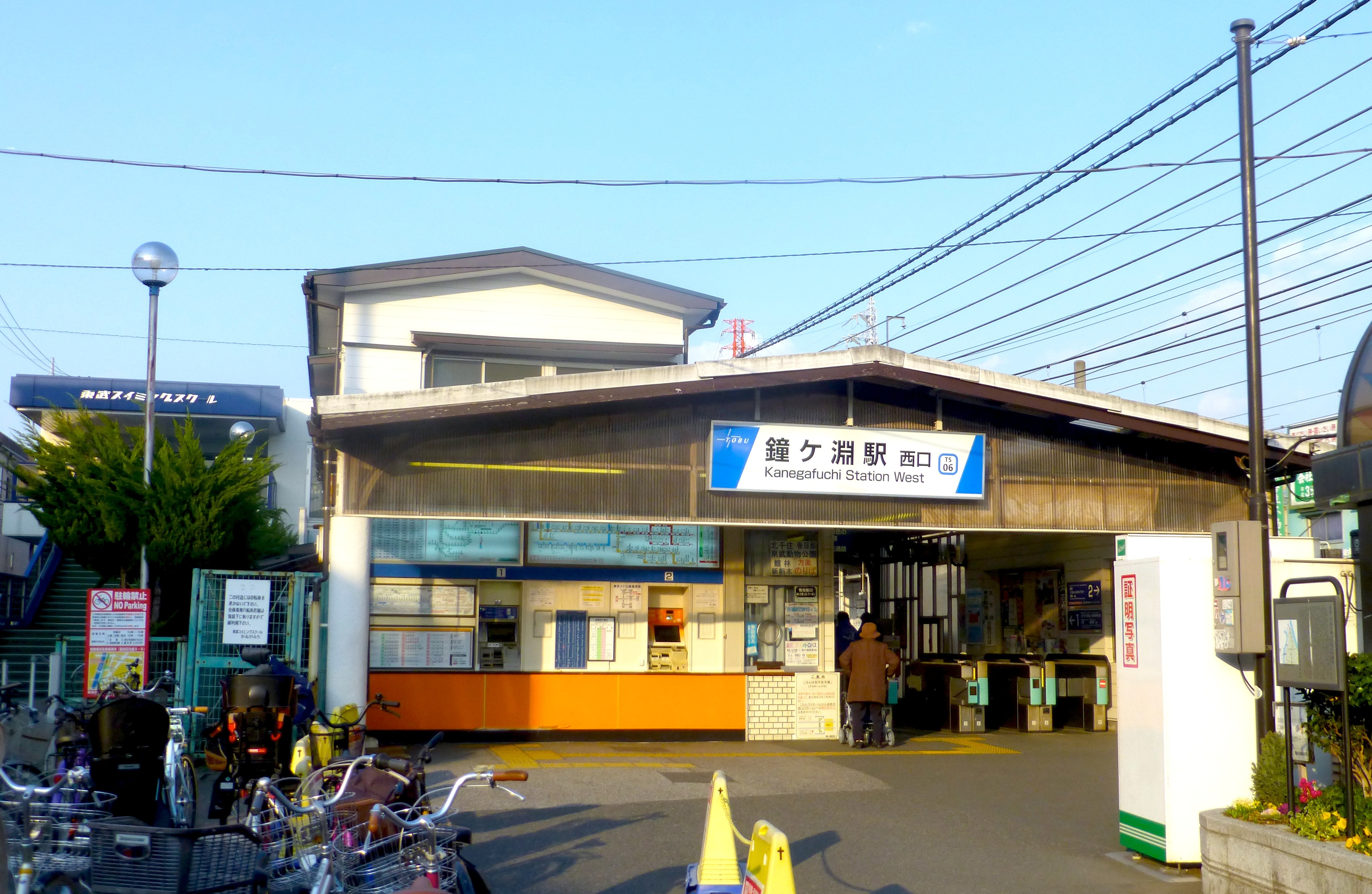
北千住方面ホーム側の駅舎（2014年3月16日）
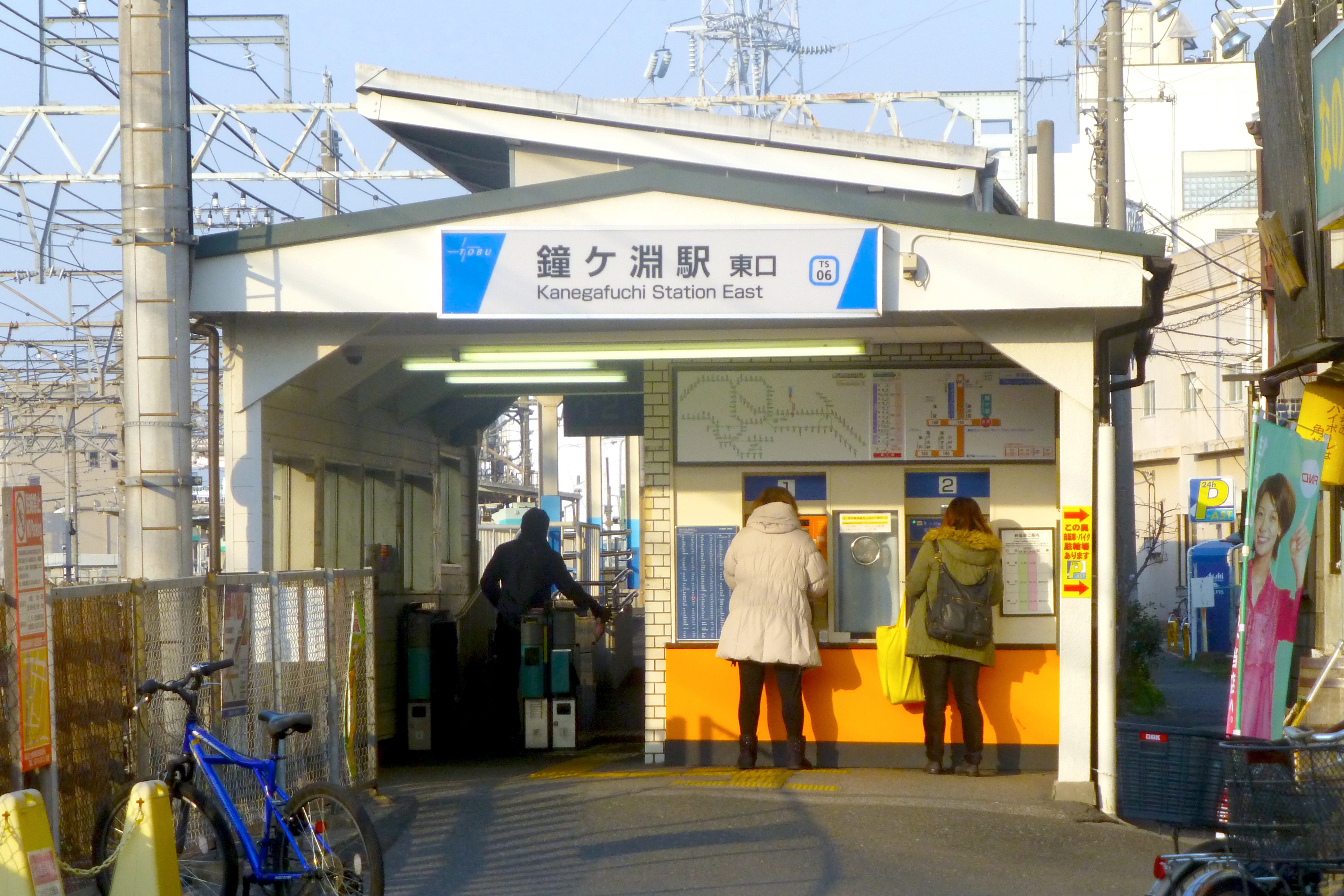
浅草方面ホーム側の駅舎（2014年3月16日）
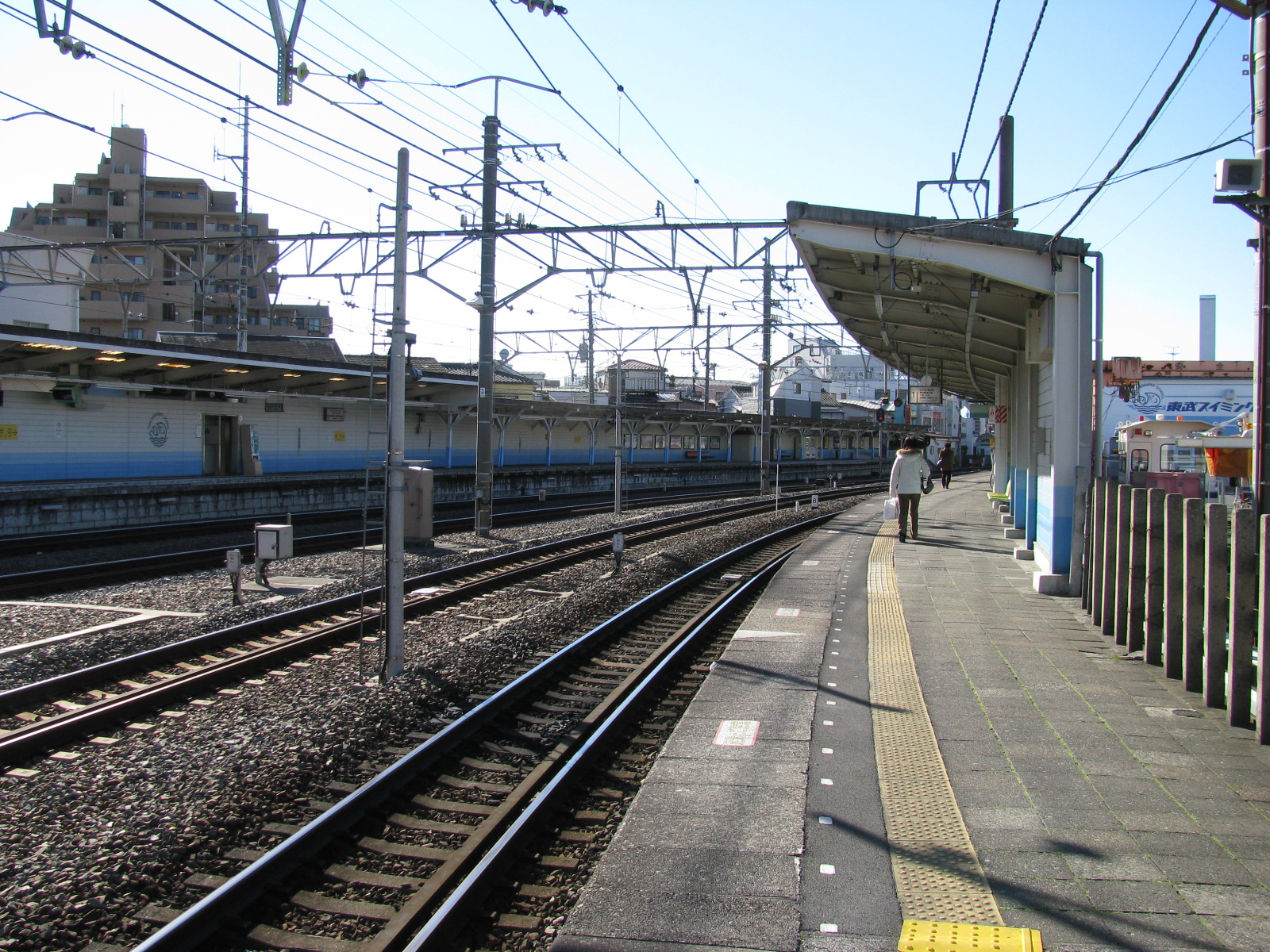
北千住方より上り線ホームを見る（2008年1月1日）

### のりば
| 番線 | 路線                   | 方向 | 行先                                                             |
| ---- | ---------------------- | ---- | ---------------------------------------------------------------- |
| 1    | 東武スカイツリーライン | 下り | 北千住・新越谷・東武動物公園・ 伊勢崎線 久喜・ 日光線 南栗橋方面 |
| 2    | 東武スカイツリーライン | 上り | 曳舟・とうきょうスカイツリー・浅草方面                           |

- 上記路線名は旅客案内上の名称（「東武スカイツリーライン」は愛称）で表記している。
- 2020年（令和2年）6月6日ダイヤ改正より、日中時間帯に当駅へ発着する列車は毎時6本全て浅草 - 北千住駅間シャトル列車であるため、それ以外の駅を利用する場合は曳舟駅・北千住駅などでの乗継が必要である。なお朝と夕方時間帯には、浅草 - 館林駅・東武動物公園駅・久喜駅・南栗橋駅などを発着する区間急行・区間準急も設定されている。
- 早朝～朝時間帯は一部列車が当駅で特急や半蔵門線直通列車の通過待ちを行なう。

## 利用状況
2024年度（令和6年度）の1日平均乗降人員は12,929人である。
近年の1日平均乗降・乗車人員推移は以下の通り。
| 年度               | 1日平均 乗降人員 | 1日平均 乗車人員 | 出典       |
| ------------------ | ---------------- | ---------------- | ---------- |
| 1992年（平成04年） |                  | 8,940            |            |
| 1993年（平成05年） |                  | 8,674            |            |
| 1994年（平成06年） |                  | 8,430            |            |
| 1995年（平成07年） |                  | 8,273            |            |
| 1996年（平成08年） |                  | 8,148            |            |
| 1997年（平成09年） |                  | 7,918            |            |
| 1998年（平成10年） | 15,267           | 7,575            |            |
| 1999年（平成11年） | 14,757           | 7,311            |            |
| 2000年（平成12年） | 14,400           | 7,121            |            |
| 2001年（平成13年） | 13,633           | 6,852            |            |
| 2002年（平成14年） | 13,079           | 6,584            |            |
| 2003年（平成15年） | 13,512           | 6,760            |            |
| 2004年（平成16年） | 13,162           | 6,548            |            |
| 2005年（平成17年） | 12,906           | 6,422            |            |
| 2006年（平成18年） | 12,801           | 6,345            |            |
| 2007年（平成19年） | 12,834           | 6,429            |            |
| 2008年（平成20年） | 12,859           | 6,444            |            |
| 2009年（平成21年） | 12,545           | 6,288            |            |
| 2010年（平成22年） | 12,495           | 6,233            |            |
| 2011年（平成23年） | 11,966           | 6,055            |            |
| 2012年（平成24年） | 12,453           | 6,236            |            |
| 2013年（平成25年） | 12,539           |                  |            |
| 2014年（平成26年） | 12,553           |                  |            |
| 2015年（平成27年） | 12,566           |                  |            |
| 2016年（平成28年） | 12,603           |                  |            |
| 2017年（平成29年） | 12,716           |                  |            |
| 2018年（平成30年） | 12,896           |                  | [ 東武 3 ] |
| 2019年（令和元年） | 12,839           |                  | [ 東武 4 ] |
| 2020年（令和02年） | 9,939            |                  | [ 東武 5 ] |
| 2021年（令和03年） | 10,558           | 5,335            | [ 東武 6 ] |
| 2022年（令和04年） | 11,609           | 5,868            | [ 東武 7 ] |
| 2023年（令和05年） | 12,297           | 6,208            | [ 東武 8 ] |
| 2024年（令和06年） | 12,929           | 6,526            | [ 東武 1 ] |

## 駅周辺
- 荒川
- 隅田川
- 水神大橋
- 東白鬚公園
- 隅田川神社
- 木母寺
- 円徳寺
- 東京都リハビリテーション病院
- 墨田区役所 墨田二丁目出張所
- 墨田二郵便局
- 墨田区立隅田小学校：2番ホーム北側付近で、駅・東武鉄道関係の敷地と隅田小学校敷地が隣接している。

## バス路線
最寄バス停留所は、駅前にある鐘ヶ淵通り上の「鐘ヶ淵駅」と、駅から北西方向約300メートルの所にある墨堤通り上の「墨田二丁目」で、京成バス・京成バス東京・東京都交通局により運行される以下の路線が発着する。
鐘ヶ淵駅
- 墨田区内循環バス「すみだ百景 すみまるくん・すみりんちゃん」 北西部ルート：地蔵坂・森鴎外住居跡方面（京成バス）

墨田二丁目
- 有01：浅草寿町行 / 亀有駅行（京成バス東京） ※土休日のみ運行
- 錦40：錦糸町駅前行 / 南千住駅東口行（都営バス）

## その他
開設当初、駅は直線上に位置しており、路線も当駅北東側で緩やかにカーブして堀切方面へ向かっていた。しかし、荒川放水路開削に伴い、1923年（大正12年）7月1日に当駅北側のルートが変更され、現在の荒川放水路の横をかすめるルートとなったため、その影響で当駅に急カーブが出来ることとなった。
2007年（平成19年）6月30日に解散した企業カネボウ（事業としてはクラシエが継承）の旧社名、鐘淵紡績（かねがふちぼうせき）及び、同社から1949年（昭和24年）9月1日に分離独立された企業カネカの旧社名、鐘淵化学工業（かねがふちかがくこうぎょう）は、鐘ヶ淵が創業の地であることに因む。
当駅付近において、立体交差化を進める計画がある。立体交差化完了後に、駅付近にある伊勢崎線第17号踏切を撤去する。

## 隣の駅
東武鉄道
 東武スカイツリーライン
■急行・■準急
通過
■区間急行・■区間準急・■普通
東向島駅 (TS 05) - 鐘ヶ淵駅 (TS 06) - 堀切駅 (TS 07)